# بروسکتا

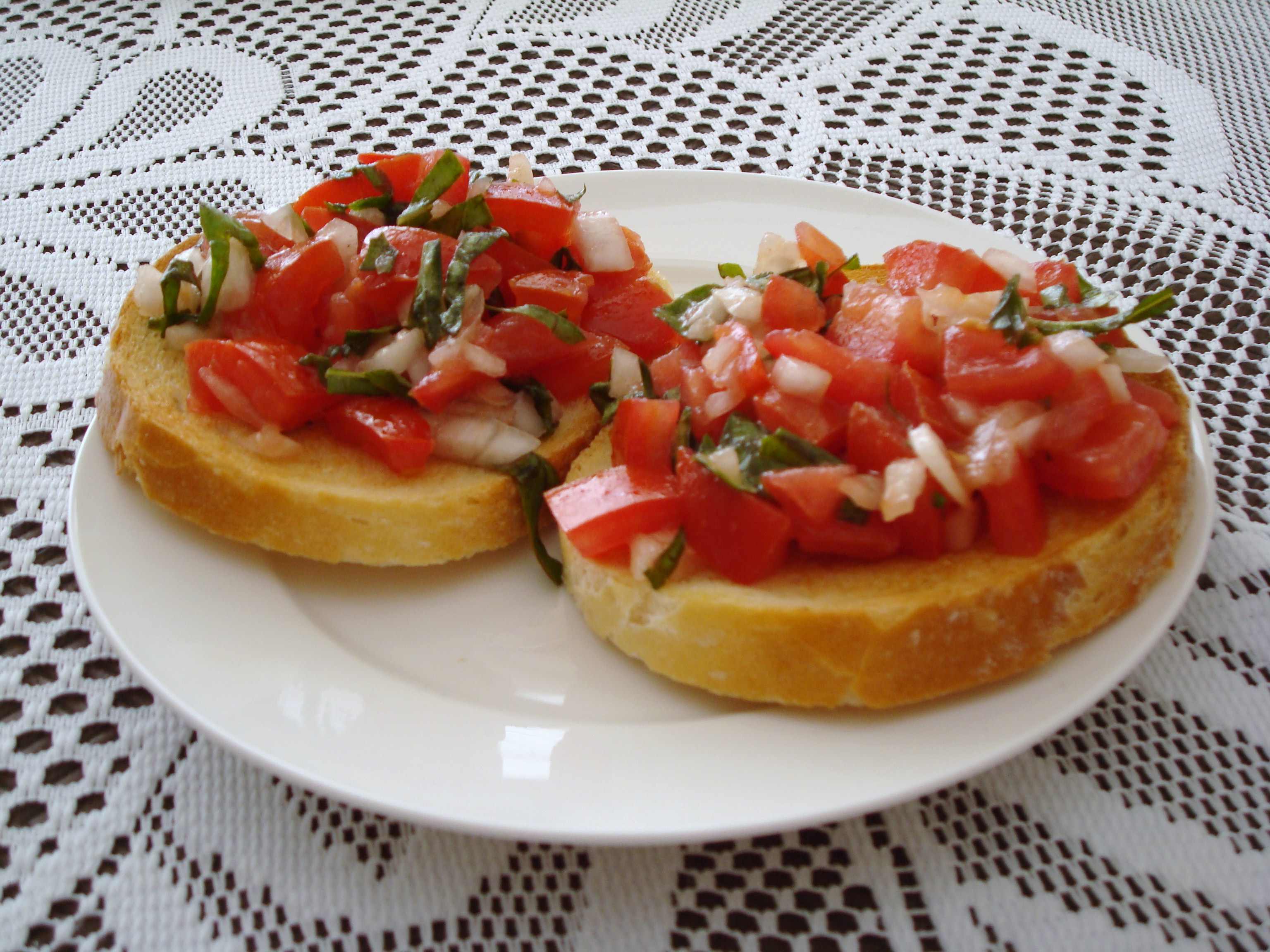
بروسکتای گوجه فرنگی

نان خشک یا برشته (به ایتالیایی: Bruschetta، تلفظ: [brusˈketta]) نام یک نوع پیش‌غذای ایتالیایی است که در نواحی مرکزی ایتالیا تهیه می‌شود و هرچند منشأ و تاریخچهٔ نان خشک از پیدایش بشر همواره نزد ملل موجود بوده، ولی غربیها آنرا به ناحیهٔ توسکانی و سدهٔ پانزدهم میلادی محدود کردند، که احتمالاٌ زمان آشنایی آنها با این نوع نان بوده است. معمولاً آنها برای تهیهٔ این مشتهی، نان را کباب کرده و روی آن‌را سیر می‌مالند، سپس روغن زیتون کاملاً بکر و با بو، فلفل و نمک را بر روی آن می‌ریزند. همچنین در انواع مختلف امروزی آن ممکن است رویش را با فلفل قرمز تند، گوجه فرنگی، سبزیجات، انواع لوبیا، گوشت دودی و/یا پنیر بپوشانند. برای تهیهٔ پرطرفدارترین نوع نان خشک در خارج از ایتالیا نیز از ریحان، گوجه فرنگی تازه، سیر و پیاز یا پنیر موتزارلا استفاده می‌شود.
نان خشک معمولاً به عنوان تنقلات یا مشتهی صرف می‌شود.